# Lüscher-teszt

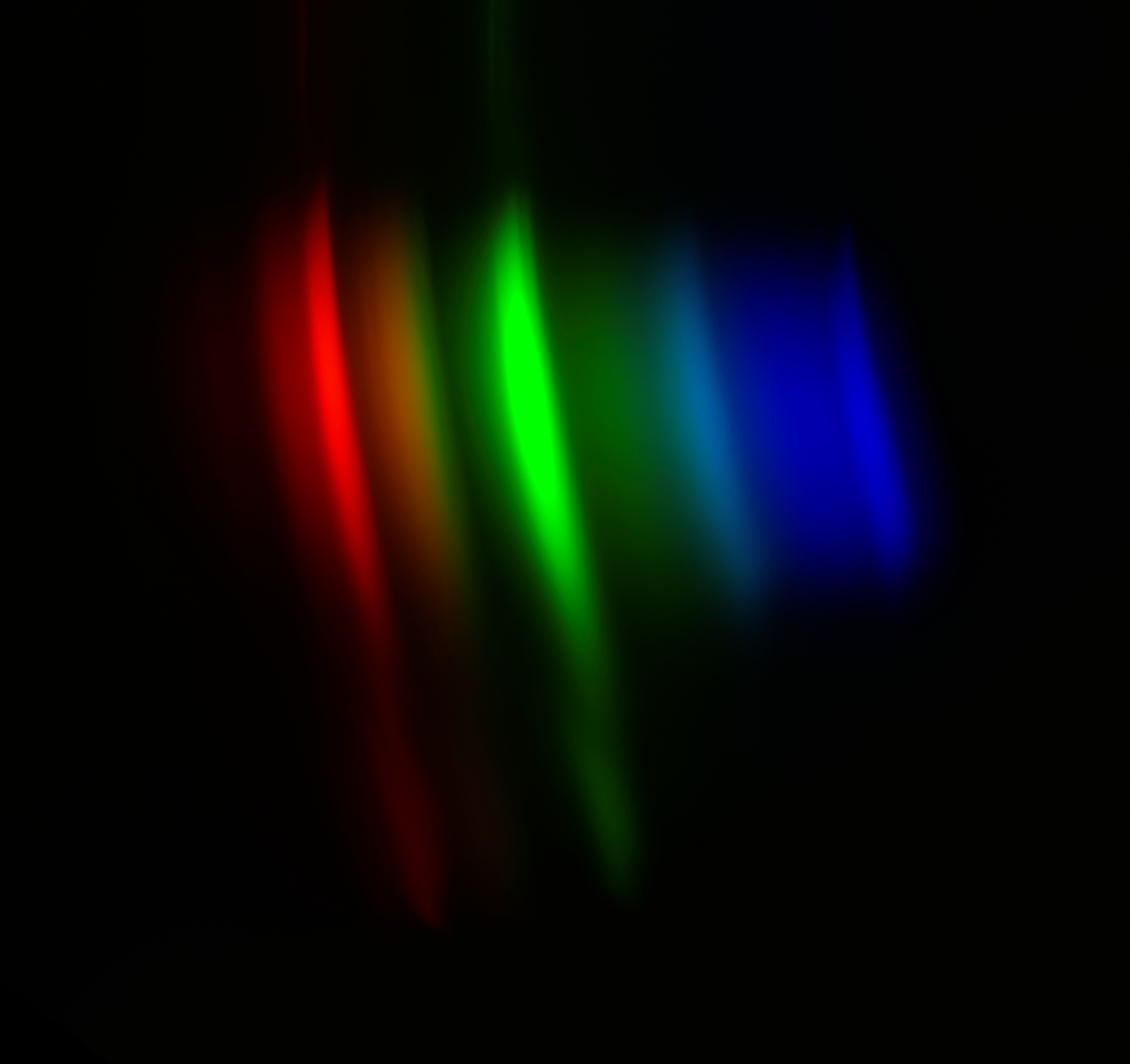
A teszt koncepciója szerint a különböző színek preferálásából következtetni lehet a vizsgált személy személyiségére

A Lüscher-teszt egy pszichológiai vizsgálati eszköz, amely nevét szerzőjéről, Max Lüscher svájci pszichológusról kapta. A teszt felvétele során a vizsgált személynek egymást követően több táblát mutatnak: a táblákon különböző színű, kb. bélyeg nagyságú négyzetek találhatók. Ezek közül kell a személynek kiválasztania a számára rokonszenves és ellenszenves színeket. A teszt koncepciója szerint a különböző színek preferálásából következtetni lehet a személy személyiségére, aktuális érzelmi és pszichofiziológiai állapotára.
A Lüscher-teszt első változata 1949-ben jelent meg, szerzője azóta többször tökéletesítette. Mivel a teszt felvétele és kiértékelése egyaránt gyors és egyszerű, a gyakorló pszichológusok kelléktárának népszerű eleme. A tudományos közösség nagy része megkérdőjelezi teszt érvényességét és a horoszkóphoz hasonlóan a Forer-hatás példájának tartja.